# Francisco López de Villalobos
Pour les articles homonymes, voir Francisco López, López et Villalobos.
Francisco López de Villalobos (vers 1473 - vers 1549) fut un médecin et humaniste espagnol.
Né à Zamora, il fut médecin de Ferdinand le Catholique et d'Isabelle, et le chef du « parti des Érudits », imitateurs des Anciens, opposé à celui des imitateurs de l'Italie. Il donna en 1515 une traduction de l’Amphitryon de Plaute en prose. Il a aussi écrit sur la physique et la médecine.

## Histoire
Il a exprimé à plusieurs reprises son statut de converti . Dans une lettre adressée à l'évêque de Plasencia, il fait allusion au bref emprisonnement qu'il a subi, accusé de sorcellerie, bien qu'il ait été immédiatement libéré. Ces circonstances, ses préoccupations intellectuelles liées à l'humanisme péninsulaire naissant et sa capacité d'ironie et de sarcasme confèrent un attrait particulier à sa figure et en font un personnage unique dans la cour castillane de la première moitié du XVe siècle.
Villalobos a acquis sa formation médicale à l'Université de Salamanque, où il a obtenu son diplôme dans les dernières années du XVe siècle, à une époque où Avicenne et son chanoine s'imposaient comme critère suprême de l'autorité médicale. À Salamanque, il fut disciple des frères Gabriel et Fernando Álvarez Abarca, connus comme médecins de la Reine. Après avoir terminé ses études, entre 1498 et 1507, il travailla comme médecin à Zamora mais, à la demande du duc d'Albe, il entra à son service pour commencer une carrière professionnelle qui le maintint lié à la haute noblesse jusqu'à la fin de ses jours. En effet, en 1508, il fut engagé comme médecin de chambre du roi Ferdinand, poste qu'il occupa sans interruption jusqu'en 1539. À la Cour, sa compétence professionnelle et la finesse de ses propos lui valurent les sympathies du monarque et de l'entourage royal.
L'arrivée de Charles Ier et des nobles flamands qui l'accompagnaient ont déplacé de nombreux courtisans que Villalobos avait assidûment traités pendant le règne des Rois Catholiques . De plus, la présence comme médecin de chambre de l'Italien Narciso Ponte, dont il jugeait durement la compétence professionnelle, signifiait sa relégation professionnelle.
En 1525, il quitte la Cour et s'installe en Estrémadure, où il réside à Zafra au service du marquis de Priego ; Cependant, ce départ n'est que temporaire, puisqu'en 1529 il revient à la Cour comme médecin de l'épouse du monarque, Isabelle du Portugal.
López de Villalobos a combiné sa pratique professionnelle avec la publication d'un ouvrage écrit au contenu très diversifié. Les textes médicaux commencent dès la fin de ses études universitaires, en 1498, avec le Résumé de médecine. Il s'agit d'un livre écrit en espagnol, où, à travers 439 distiques en vers hendécasyllabiques, une exposition de la pathologie humaine est faite dans un ordre descriptif qui va de la tête aux pieds. Le Résumé suit très fidèlement non seulement les explications physiopathologiques contenues dans le Canon d'Avicenne, mais aussi sa systématisation explicative. Le résumé est rédigé dans un but informatif et s'adresse non seulement aux médecins, dont beaucoup connaissent à peine le latin, mais également à un public potentiel de lecteurs instruits intéressés à en savoir plus sur certaines questions médicales. Le livre se termine par quelques distiques « sur les bubas contagieux et maudits », consacrés à la syphilis, qui constituent la première publication en espagnol sur la maladie.
En 1514, il donne à la presse ses Congressiones, qui sont une nouvelle manifestation, utilisant cette fois le latin comme véhicule d'expression, de sa fidélité à l'œuvre médicale d'Avicenne

## Source
- Marie-Nicolas Bouillet  et Alexis Chassang (dir.), « Francisco López de Villalobos » dans Dictionnaire universel d’histoire et de géographie, 1878 (lire sur Wikisource)